# Stupa Vela
Stupa Vela je nenaseljeni hrvatski jadranski otočić. Pripada Korčulanskom otočju, u Pelješkom kanalu, a nalazi se oko 1.2 km od Orebića. Na otoku se od 2018. nalazi konoba i umjetnički klub.
Površina otočića iznosi 0,016 km². Dužina obalne crte iznosi 0,5 km.

## Vanjske poveznice
|  | Zajednički poslužitelj ima još gradiva o temi Stupa Vela |